# Jean Renoir
Jean Renoir (15. september 1894 – 12. februar 1979) var en franskfødt filminstruktør. Han instruerede blandt andre filmene Den store illusion (La grande illusion) 1937 og Spillets regler (La Règle du jeu) 1939.